# Mace Windu
Mace Windu é um personagem que faz parte do universo de Star Wars. Seu planeta natal é Haruun Kal. Nos filmes ele é interpretado pelo ator Samuel L. Jackson. Considerado um dos melhores lutadores (criando o estilo de combate Vaapad), fez parte do Conselho Jedi com o título de mestre, conseguindo essa posição antes de chegar aos 30 anos, um feito raro na Ordem Jedi. Ele treinou vários aprendizes (padawan como são conhecidos), mas o principal foi a padawan Echuu Shen-Jon, que inclusive conseguiu sobreviver ao extermínio dos Jedi durante a Ascensão do Império.

## Biografia fictícia

### Episódio II
A revelação dos planos dos Separatistas causa grande alvoroço em toda República. O Senador Jar Jar Binks, suplente de Padmé Amidala propõe poderes emergenciais ao Chanceler Supremo, proposta aprovada pelo Senado. Palpatine aceita os poderes dados e como primeiro ato autoriza a ação do Exército Clone recém descoberto em Kamino. Quando vê que a guerra é inevitável, Windu reúne aproximadamente 200 Jedi e parte para Geonosis. Lá, ele pensa ter surpreendido Dooku. No entanto, surgem milhares de dróides para atacar os Jedi. Jango Fett ataca Mace e consegue desarmá-lo. No entanto, a fera Reek, que estava na arena de Geonosis para a execução de Obi-Wan, Anakin e Padmé, ataca o caçador de recompensas. Totalmente desnorteado pelo ataque, Fett vira presa fácil para Mace Windu, que recupera seu sabre-de-luz e o golpeia, arrancando a cabeça. Apesar disso, os dróides continuam atacando e cercam os poucos Jedi sobreviventes e a civil Padmé. Mas o jogo ainda viraria outra vez quando Mestre Yoda chega com os Exércitos Clones e a batalha toma forma, com Mace Windu liderando um dos Exércitos. Finalmente, a vitória em Geonosis era da República. Mesmo assim, muitas questões preocupavam Windu e os outros Jedi após a batalha. Primeiro a certeza de que essa era a primeira batalha de uma longa guerra que vinha pela frente. Mas o que mais preocupava era a revelação de Conde Dooku é um Sith e as graves acusações feitas por este à Obi-Wan, que davam conta de que um Lorde Sith comanda o Senado.
Anos depois, um grupo Separatista, liderado pelo ex-Jedi Conde Dooku, causa uma grande discussão na República. O Chanceler Palpatine deseja agir firmemente contra os Separatistas. Mace Windu, no entanto diz que os Jedi não estão capacitados para enfrentar uma Guerra. "Somos guardiões da paz, não soldados" - diz Windu. 
Atentados contra a Senadora Padmé Amidala também são creditados ao grupo de Dooku. Temendo pela segurança da Senadora, os Jedi oferecem proteção. Palpatine sugere que ela seja guardada por Obi-Wan Kenobi, que ela conheceu na crise de Naboo, quando era Rainha, no que Mace Windu concorda. Entretanto um novo atentado acontece, obrigando o Conselho a ordenar que Obi-Wan investigue a sua autoria. Mace Windu aconselha o padawan de Kenobi, Anakin Skywalker, que proteja Padmé e a leve com segurança à Naboo.
Windu e Mestre Yoda recebem uma mensagem de Obi-Wan Kenobi, vinda do planeta Kamino, que fora apagado misteriosamente dos Arquivos Jedi. Kenobi, que estava no encalço do caçador de recompensas responsável pelos ataques à Senadora Amidala, descobriu um exército de clones encomendado pelo falecido Mestre Jedi Syfo Dias para a República, usando como matriz Jango Fett, o tal caçador de recompensas. Surpresos, Mace e Yoda afirmam que o Conselho jamais autorizou exército clone algum e pedem a Obi-Wan que traga Fett para ser interrogado. Mais adiante, surge uma nova mensagem de Kenobi, desta vez vinda do planeta Geonosis. Nela Obi-Wan revela que Conde Dooku é de fato o autor dos atentados à Senadora e que o movimento Separatista está montando um gigantesco exército dróide. No entanto, a mensagem é interrompida por um ataque de dróides à Obi-Wan. Mace Windu manda que Anakin Skywalker, que estava em Tatooine, não faça nada e continue sua missão de proteger Padmé. Os dois no entanto, não obedecem e partem para Geonosis.

### Episódio III
As Guerras Clônicas se tornaram inevitáveis e se espalharam pela galáxia. Mace Windu participou ativamente delas, liderando exércitos e conseguindo vitórias importantes para à República. Entretanto, foi com surpresa que ele viu um ataque das forças separatistas à Coruscant, o coração da República Galáctica. Windu então vai à frente para defender a cidade, tentando frear o avanço inimigo. Mas, ao se encontrar com Yoda no meio da batalha, os dois percebem que o ataque Separatista é uma artimanha para esconder o verdadeiro alvo: o Chanceler. Mace corre para tentar impedir que alcancem Palpatine, mas já era tarde. General Grievous, líder dos Exércitos Separatistas seqüestra o maior líder da República. Mace Windu só tem tempo de usar a força contra Grievous, o danificando. Mesmo assim, o General foge com seu cativo valioso.
Anakin Skywalker e Obi-Wan Kenobi são designados para resgatarem Palpatine na nave de Grievous e triunfam. Anakin ainda consegue matar Conde Dooku. Mace Windu acredita que assim a guerra terminaria, mas o Chanceler Supremo não concorda e a estenderá até a captura do General Grievous, que fugiu. Mace então promete ao Chanceler que a captura de Grievous passa a ser prioridade do Conselho. 
Palpatine indica Anakin Skywalker como seu representante no Conselho Jedi. Os Jedi não gostam da interferência do Chanceler nas suas decisões, mas acabam aceitando Anakin como membro. No entanto, Mace Windu comunica que ele não será condecorado Mestre Jedi, o que deixa o rapaz contrariado. Ainda mais porque o Conselho Jedi deseja que ele vigie os passos do Chanceler, que gera cada vez mais desconfiança entre os Jedi. Windu, no entanto, está preocupado com essa aproximação de Anakin com Palpatine. Mace demonstra não confiar em Skywalker.  
Anakin revela a localização do General Grievous conseguida através de Palpatine. O Conselho decide que Obi-Wan irá à Utapau, onde supostamente Grievous está, para capturá-lo. Essa decisão deixou Anakin ainda mais contrariado, que acreditava ser ele o Jedi ideal para tal busca. O Comandante Clone Cody se comunica com os Jedi e informa que Obi-Wan Kenobi está próximo de capturar Grievous. Mace Windu pede então que Anakin vá avisar o Chanceler das novidades. A reação de Palpatine poderá responder as dúvidas que pairam sobre a sua pessoa. E Anakin volta com uma terrível revelação: Palpatine é o Mestre Sith que o Conselho procurava. 
Mace rapidamente reúne outros 3 Cavaleiros Jedi e parte para prender o Chanceler. Anakin quer ir junto, mas Windu não permite, pede que fique esperando na sala do Conselho. Mace chega no escritório de Palpatine e anuncia a sua prisão. O Chanceler se irrita e ataca os Jedi, sendo que rapidamente os 3 que acompanhavam Windu estão mortos. Mace sobrevive, segura e consegue render Palpatine. Nesse momento Anakin Skywalker chega na sala. O Chanceler Supremo afirma ao jovem Jedi que Mace Windu quer matá-lo para tomar o poder e atira raios da força no Mestre Jedi. Windu se protege com seu sabre-de-luz e os raios parecem deformar o rosto de Palpatine. Este forja estar fraco e suplica piedade à Mace e testando a fidelidade de Anakin que também tenta demovê-lo da idéia, argumentando que um ataque mortal agora iria contra o Código Jedi e que só Palpatine pode ajudá-lo. Windu não escuta e parte para o ataque, sendo impedido por Anakin, que corresponde as idéias de Palpatine surpreendendo os dois e entrando em combate com Mace e por impulso corta o braço e desarma Mace. Palpatine também surpreende mostrando seus verdadeiros poderes ataca Windu, atirando-o para fora da janela do escritório, sua morte é incerta dada sua grande capacidade de transpor grande distância com o uso da Força.

## Legado
A IGN listou Mace Windu na 27ª posição entre os melhores personagens de Star Wars, destacando que ele é uma peça importante para a franquia.
Samuel L. Jackson apoiou uma possível volta de Windu durante a Star Wars Celebration em 2017, dizendo que "Todos nós sabemos que Jedi podem cair de alturas incrivelmente altas e sobreviver, então, aparentemente, não estou morto".